# Roomse kervel
Roomse kervel (Myrrhis odorata, synoniem: Scandix odorata) is een overblijvende plant uit de schermbloemenfamilie. Het is de enige soort van het geslacht Myrrhis. De plant is naar boven toe vertakt en de bladeren ruiken bij wrijven sterk naar anijs. Het aantal chromosomen is 2n = 22.
De roomse kervel komt van nature voor in de Pyreneeën, Apennijnen, het westelijke deel van het Balkanschiereiland en de Kaukasus, maar komt thans verwilderd voor in heel Europa en zelfs in Chili.
Roomse kervel wordt 60–120 cm hoog. De gesteelde bladeren verschijnen al vroeg in het voorjaar en zijn twee- tot drievoudig geveerd en aan de onderzijde zacht behaard. De blaadjes van de laatste orde zijn langwerpig-eirond tot lancetvormig, onderaan veerdelig met gezaagde slipjes en bovenaan gezaagd. De bladscheden zijn groot en evenals de knopen behaard.
De plant bloeit in mei en juni. De bloeiwijze is een scherm met vier tot tien (soms tot twintig) stralen. Omwindselbladen ontbreken. Het omwindseltje bestaat uit vijf tot zeven praktisch witte, gewimperde blaadjes, die tot aan de bloei recht afstaan. De meeste bloemschermen bestaan uit tweeslachtige of alleen uit mannelijke bloemen. De bloemsteeltjes van de mannelijke bloemen zijn korter dan die van de tweeslachtige bloemen en ze zijn ook kaal. Het eindstandige scherm heeft tweeslachtige bloemen met in het midden mannelijke bloemen. De later bloeiende zijschermen bestaan meestal alleen uit mannelijke bloemen. De kroonbladen zijn wit, omgekeerd hartvormig en uitgerand. De buitenste schermen zijn iets groter dan de andere schermen.
De vrijwel kale, lancetvormige op doorsnede ronde vrucht is 1,5-2,5 cm lang en alleen aan de top iets behaard. Het steriele gedeelte is kort. De rijpe, kort stekelharige vrucht is glanzend zwartbruin met iets uitstekende ribben en een snavel. De donkerbruine zaden zijn 2 cm lang en kiemen pas na een koudeperiode.

## Voorkomen
Roomse kervel komt voor op vochtige voedselrijke grond, in vaak beschaduwde bermen, tuinen en bosranden. De plant geeft de voorkeur aan kalkhoudende grond.

## Toepassingen
De bladeren zijn het gehele jaar door eetbaar. De rijpe zaden worden als inlegkruid gebruikt. Ook de wortel kan gekookt als groente gegeten worden.
De roomse kervel is een ingrediënt van Chartreuse likeur en vele andere likeuren.
Door de zoete smaak kan het ook gebruikt worden als natuurlijke suikervervanger, wat ook af te leiden is van de Engelse naam: sweet cicely. In en rond Salland en de Veluwe was (is) geregeld Roomse kervel aanwezig in boerentuinen voor het maken van kruudmoes. Ook bij groenteboeren was Roomse kervel verkrijgbaar voor het maken van kruudmoes.

## Inhoudsstoffen
De plant bevat etherische olie, hoofdzakelijk trans-anethol, germacreen, caryofylleen, limoneen, myrceen, estragol en flavonoïden.

## Fotogalerij

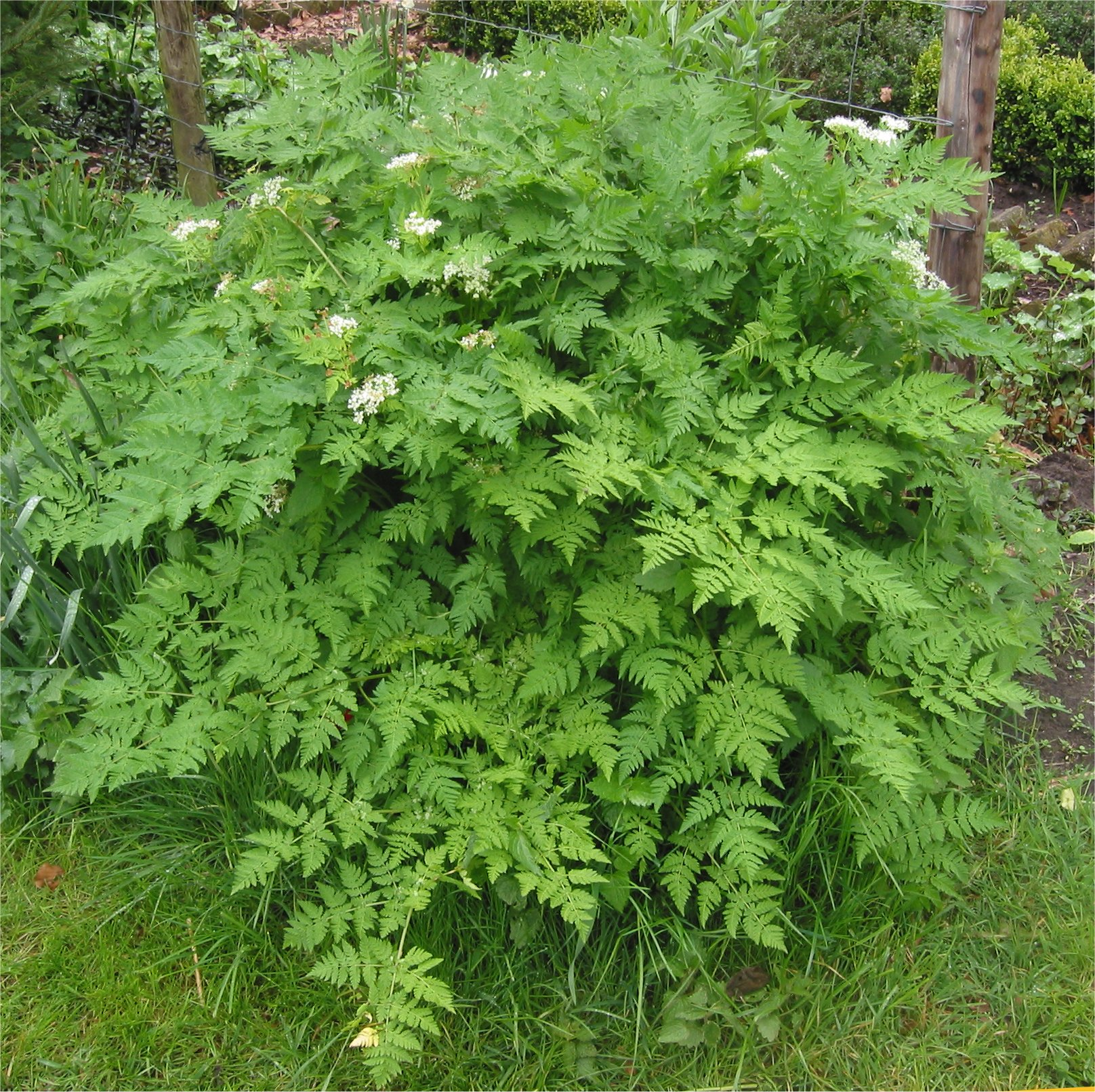
Plant eind april
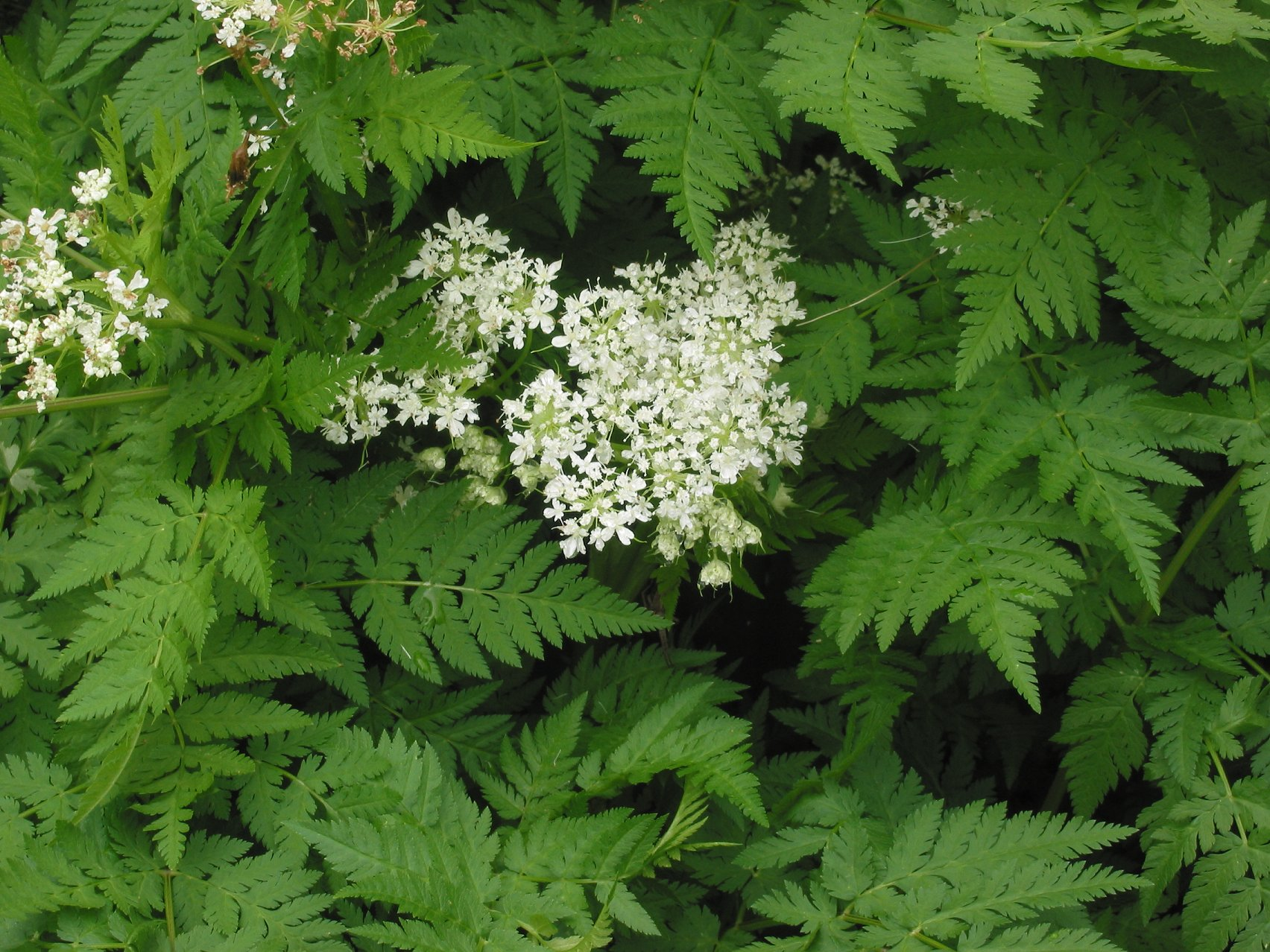
Bloeiwijze eind april
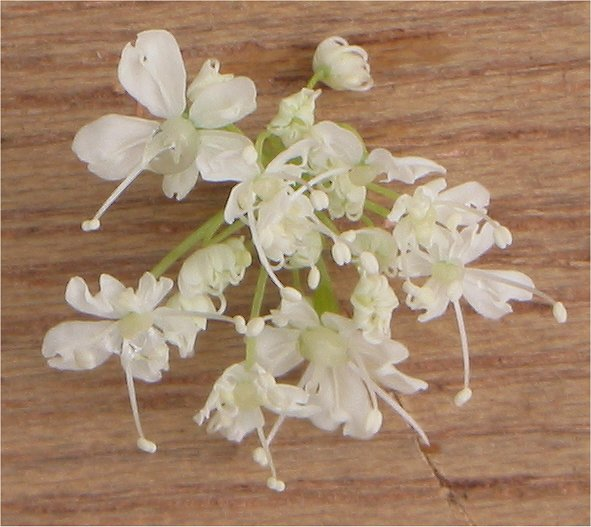
Bloemen
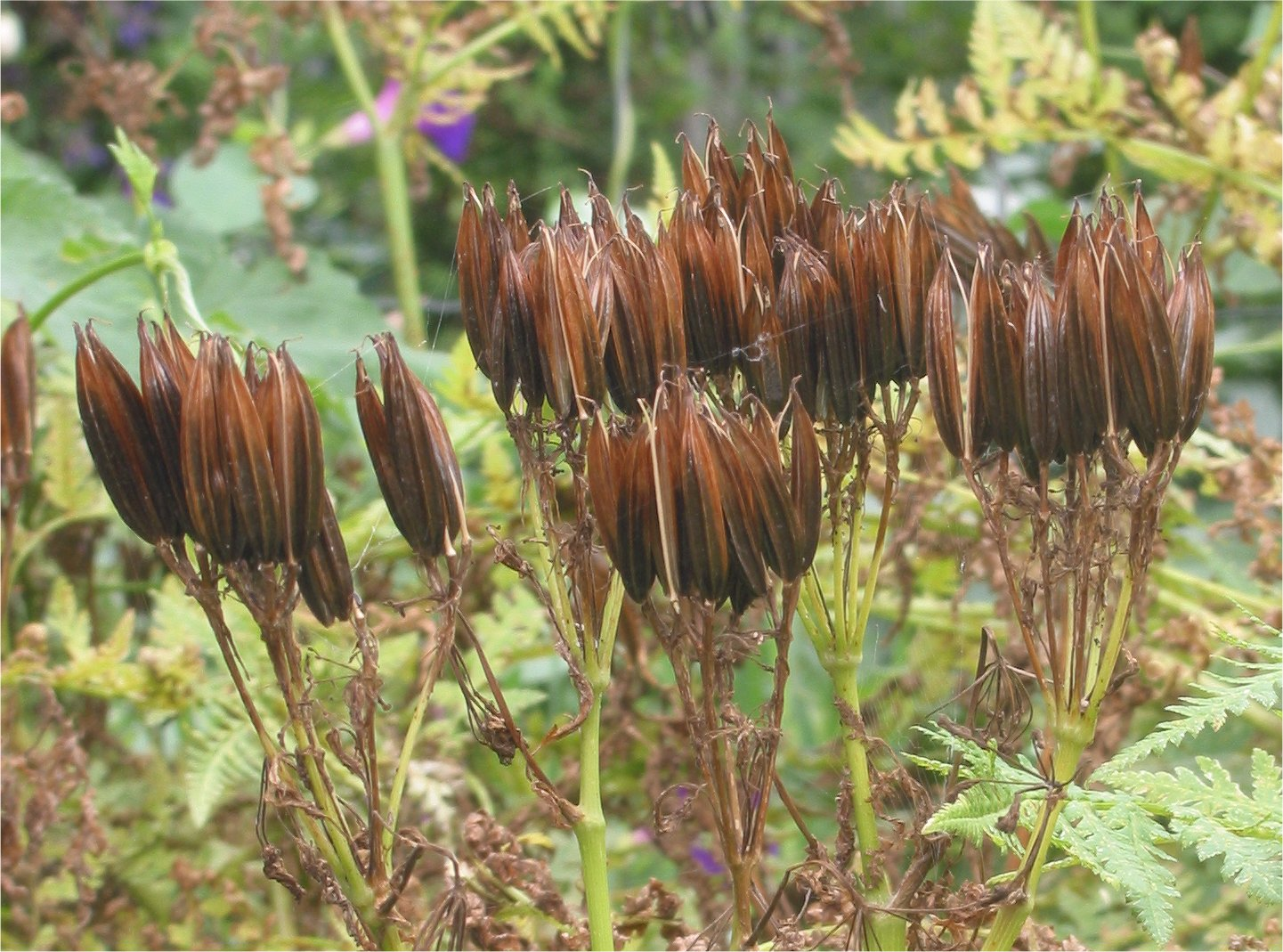
vruchten in juli